# Freedom (album de Dragon Ash)
Pour les articles homonymes, voir Freedom.
Albums de Dragon Ash
Independiente
(2007) Mixture
(2010)
Singles
1. Unmei Kyoudoutai
Sortie : 18 juin 2008
2. Tsunagari Sunset
Sortie : 3 décembre 2008
3. Unmei Kyoudoutai
Sortie : 4 février 2009

Freedom (フリーダム) (stylisé FREEDOM) est le huitième album studio du groupe de fusion japonais Dragon Ash, sorti le 4 mars 2009 au Japon.

## Liste des titres
| 1.    | Intro                                    | 1:31 |
| 2.    | Freedom                                  | 3:59 |
| 3.    | Desperado                                | 3:26 |
| 4.    | Ordinary                                 | 3:47 |
| 5.    | Big Town Rhapsody                        | 4:00 |
| 6.    | Velvet Touch                             | 4:04 |
| 7.    | Mixture                                  | 4:05 |
| 8.    | Tsunagari Sunset (繋がりSUNSET)          | 4:22 |
| 9.    | Dear Mosh Pit                            | 4:02 |
| 10.   | Bonita                                   | 3:52 |
| 11.   | Episode 6 (Feat. SHUN & SHIGEO from SBK) | 4:01 |
| 12.   | La Bamba                                 | 3:56 |
| 13.   | Unmei Kyoudoutai (運命共同体)            | 5:15 |
| 14.   | Outro                                    | 1:37 |
| 51:00 |                                          |      |